# Ezker Anitza
Ezker Anitza-Izquierda Unida (EzAn-IU; en castellano: «La Izquierda Plural») es la federación vasca de Izquierda Unida, jurídicamente soberana. Se constituyó como partido en enero de 2012 tras la ruptura interna de Ezker Batua-Berdeak a raíz del proceso de Refundación de la Izquierda. Aunque legalmente puede hacer uso de la marca Ezker Batua y se considera heredera de dicho partido, la federación ha renunciado a la utilización de ese nombre. Integra desde su fundación al Partido Comunista de Euskadi, Encuentro Plural Alternativo y militantes independientes. Desde 2015 ha participado en las elecciones junto con otros partidos a través de distintas coaliciones, como Irabazi, Elkarrekin Podemos, Unidas Podemos y Sumar Euskadi.

## Ideología
Ezker Anitza-IU se define como un «movimiento político y social de la izquierda transformadora» que tiene como objetivo transformar el sistema capitalista económico, social y político en un sistema socialista democrático, fundamentado en los principios de justicia, libertad, igualdad y solidaridad. Es un partido soberanista, no independentista, que apoya la autodeterminación del pueblo vasco desde el republicanismo y el federalismo. Se considera, por lo tanto, anticapitalista y «radical», entendiendo este último término como «la necesidad de modificar el sistema actual desde su base». Se trata de un movimiento a favor de la paz, vasquista, internacionalista, abierto y plural, afín a las reivindicaciones sociales derivadas del movimiento 15-M en 2011.

#### Posicionamiento en elconflicto vasco
Rechaza de manera rotunda la violencia de ETA —también la denominada estrategia de la socialización del sufrimiento llevada a cabo por la izquierda abertzale—, así como el terorrismo de Estado de los GAL y el terrorismo de extrema derecha que existió en Euskadi en la segunda mitad del siglo XX y en la década de los 2000. Igualmente, niega la coexistencia de dos violencias «equivalentes» y rechaza la lectura de ciertos sectores de la izquierda abertzale en la que se da una equiparación de ETA con las instituciones del Estado.
Se opone a la amnistía generalizada para los presos de la banda terrorista ETA reclamada por los sectores más «duros» del independentismo vasco y apuesta por la «justicia restaurativa» frente a una justicia «exclusivamente punitiva», tomando el ejemplo de la vía Nanclares para la reconstrucción de la convivencia y la facilitación de la reinserción mediante el reconocimiento del daño causado. Exige un reconocimiento y una restauración para todas las víctimas de la violencia, incluyendo a las víctimas de torturas policiales, sin que ello suponga homenajear a personas «que sufrieron una vulneración de Derechos Humanos, pero que a su vez la perpetraron» —como puede ser el caso de Melitón Manzanas o de miembros de ETA que fueron víctimas de torturas—.
Defiende el acercamiento de los presos vascos frente a la política de dispersión llevada a cabo durante años por los Gobiernos de España y Francia, así como la excarcelación de presos con enfermedades graves y la aplicación de todos los beneficios penitenciarios, oponiéndose así a la doctrina Parot.
Estos posicionamientos fueron recogidos en 2017 dentro del Manifiesto de Pamplona impulsado y firmado junto a la federación navarra de Izquierda Unida, Verdes Equo y Batzarre. Con dicho manifiesto se buscó el establecimiento de las bases para la construcción de un relato compartido y una convivencia plural de la sociedad vasca después de que ETA cesase la actividad armada.

## Antecedentes

### Refundación de la Izquierda
El 28 de noviembre de 2009, IU aprobaba el proyecto de Refundación de la Izquierda que buscaba una refundación de toda la izquierda en una "fuerza política más fuerte, anticapitalista, transformadora y republicana", proyecto al que el coordinador general de Ezker Batua-Berdeak, Mikel Arana, anunció que se sumaría apostando por "refundar lazos" con la organización federal, después del distanciamiento que, a su juicio, habría impulsado el anterior coordinador general, Javier Madrazo. Arana también criticó la participación en los gobiernos de Juan José Ibarretxe, que habría desdibujado su discurso, lo que habría llevado a sus malos resultados en las elecciones al Parlamento Vasco de 2009, y negó la posibilidad de repetir coaliciones como la efectuada para las municipales de 2007 con Aralar.
Esta nueva política de refundación aprobada en Ezker Batua contó con la oposición de los partidarios del presidente Javier Madrazo, ya que incluía la cesión de los censos a Izquierda Unida federal, lo que consideraban contrario al carácter soberano de EB-B, por lo que el 28 de mayo de 2010, dos días antes de la celebración de un Consejo Político que trataría la regulación de los censos de la organización, se hicieron efectivas nueve expulsiones que les daría entonces la mayoría en el Consejo. El sector "madracista" justificó estas expulsiones basándose en un documento aprobado en 2008 que permitía la expulsión por "pérdida de confianza", un documento que el sector "aranista" declaró nulo en el mismo Consejo Político, propiciando así la creación de dos consejos políticos paralelos.
La división del partido culminó en 2011, cuando cada uno de los sectores organizó su propia convocatoria de asamblea: los "madracistas" en octubre y los "aranistas" en noviembre. La asamblea del sector "madracista" fue desautorizada por la dirección federal de IU, pero la del sector "aranista" fue suspendida cautelarmente por el Juzgado de Primera Instancia de Bilbao.

### La candidatura Ezker Anitza (IU-LV)

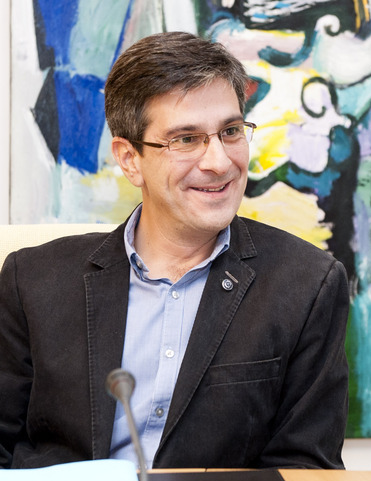
Mikel Arana, quien fuera el último coordinador general de Ezker Batua-Berdeak, pasó a ocupar dicho cargo en Ezker Anitza.

Para las elecciones generales de noviembre de 2011 sólo se presentó la lista del sector afín a Mikel Arana, que lo hizo en representación de Izquierda Unida con el nombre de Izquierda Unida-Los Verdes: Ezker Anitza. Esto se debió a que la Junta Electoral reconoció a los "madracistas" el derecho a usar las siglas de Ezker Batua-Berdeak; este sector finalmente decidió no presentar listas propias para no competir contra Izquierda Unida. El 22 de octubre de 2011, Mikel Arana y Alex Corrons, responsable de Los Verdes-Grupo Verde en el País Vasco, presentaron la coalición en una rueda de prensa en Bilbao, en la que defendieron un nuevo modelo económico alternativo al capitalismo con un componente de "sostenibilidad".
Ezker Anitza (IU-LV) no obtuvo representación, consiguiendo 43.717 votos (3,69%) en el total de la comunidad autónoma. Salvo Melilla, donde Izquierda Unida no se presentó, las circunscripciones vascas fueron las únicas donde Izquierda Unida no mejoró sus resultados con respecto a los de 2008. Si bien es cierto que mejoró los resultados respecto a los obtenidos por Ezker Batua-Berdeak en las elecciones municipales del mismo año.

## Constitución de Ezker Anitza
El 21 de enero de 2012, Izquierda Abierta, el nuevo partido político promovido por Gaspar Llamazares en el seno de Izquierda Unida, se presentó en Bilbao. Al acto, al que asistieron personalidades relevantes de EBB, como Javier Madrazo, Kontxi Bilbao o José Navas, acudió también Montse Muñoz, la secretaria de Política Institucional de IU, la cual declaró que según los estatutos federales de Izquierda Unida el «referente» de la coalición en el País Vasco aún era Ezker Batua Berdeak. Ante dichas declaraciones, la presidencia federal de Izquierda Unida aprobó una resolución en la que reconocía a Ezker Anitza como «único referente» de la coalición en el País Vasco, anunciando acciones para impedir el uso de la denominación Ezker Batua-Berdeak a cualquier organización que no fuese su referente. También anunció que tras la firma del protocolo entre IU y Ezker Anitza, aquella adaptaría sus estatutos para reconocer la nueva situación.
El 28 de enero de 2012, se celebró la asamblea general constituyente de Ezker Anitza en el campus de Lejona de la UPV. En ella estaban llamados a participar todos los afiliados de Izquierda Unida residentes en el País Vasco. La comisión promotora de la asamblea había propuesto que el partido se denominase «Ezkerra-Izquierda Unida», pero finalmente se descartó y se optó por el de «Ezker Anitza». En la asamblea, cuyo lema fue 'Rebélate! Jaiki!', participaron alrededor de trescientos delegados, y contó con la presencia del coordinador general de IU, Cayo Lara, y también con invitados como Joan Josep Nuet, de Esquerra Unida i Alternativa; Ricardo Sixto de Esquerra Unida del País Valencià y Pedro de Palacio, de la dirección de Castilla y León; así como representantes de organizaciones políticas como Aralar, Eusko Alkartasuna, Izquierda Republicana y el Partido Comunista Francés. También hubo representantes sindicales, como el secretario general de Comisiones Obreras de Euskadi, Unai Sordo.
Se debatió un documento de estatutos y otro político, y la nueva formación eligió una nueva dirección y estructura, definiéndose como «una organización política de izquierda, anticapitalista, republicana y federal», que esperaba recoger las reivindicaciones del movimiento 15-M, así como ser abierta y plural, pacifista, vasca e internacionalista. También se aprobaron cuestiones como el funcionamiento por áreas, la paridad entre sexos, la presencia e impulso a la juventud y la limitación de la permanencia en un cargo público. Mikel Arana fue elegido coordinador general.
Dos días más tarde, Mikel Arana comunicó al Parlamento Vasco su decisión de representar a Ezker Anitza en el mismo, dejando a Ezker Batua-Berdeak sin representación. Igualmente nueve ediles de esta formación pasaron a Ezker Anitza.
En el Consejo Político Federal de Izquierda Unida del 31 de marzo de 2012 se ratificó el protocolo por el cual Ezker Anitza pasaba a ser oficialmente el representante de Izquierda Unida en la comunidad autónoma del País Vasco, modificando además sus estatutos para reflejar este punto.

## Elecciones al Parlamento Vasco de 2012
Mikel Arana dimitió de su cargo de coordinador general con motivo de los malos resultados obtenidos por la formación en las elecciones autonómicas de 2012, en las que Ezker Anitza no consiguió representación parlamentaria. Fue reemplazado por Isabel Salud en el Consejo Político celebrado el 9 de noviembre de 2012. Isabel Salud dimitió del cargo de secretaria general del PCE-EPK al asumir la coordinación de Ezker Anitza.

## Elecciones forales y municipales de 2015
En octubre de 2014, Ezker Anitza se unió a Equo y Alternativa Republicana para formar una candidatura bajo el nombre de Irabazi ('Ganar') que concurriera a ambos comicios. Presentaron listas a los parlamentos forales de los tres territorios vascos, logrando un procurador en las Juntas Generales de Álava por la circunscripción de Vitoria.
En las elecciones municipales se presentaron bajo la marca Irabazi en trece municipios vizcaínos (Baracaldo, Santurce, Sestao, Galdácano, Portugalete, Ortuella, Valle de Trápaga, Lejona, Sopelana, Berango, Erandio, Basauri y Ermua), doce guipuzcoanos (San Sebastián, Irún, Azcoitia, Pasajes, Escoriaza, Vergara, Arechavaleta, Mondragón, Éibar, Ordicia, Zarauz y Andoáin) y solo dos alaveses (Vitoria e Iruña de Oca). En otros municipios concurrieron en coalición con otras plataformas y bajo otra denominación. Lograron un total de 27 concejales.

## Evolución electoral

### Elecciones al Parlamento Vasco
| Comicios | Candidato          | # de votos   | % de votos | Procuradores | +/-         | Estado             |
| -------- | ------------------ | ------------ | ---------- | ------------ | ----------- | ------------------ |
| 2012     | Mikel Arana        | 30.318 (#5)  | 2,69 %     | 0/75         |             | Extraparlamentario |
| 2016     | Pili Zabala        | 157.334 (#3) | 14,76 %    | 2/75         | 2           | Oposición          |
| 2020     | Miren Gorrotxategi | 72.113 (#4)  | 8,05 %     | 2/75         | Sin cambios | Oposición          |
| 2024     | Alba García Martín | 35.092 (#5)  | 3,34 %     | 1/75         | 1           | Oposición          |

1. ↑  Resultados de la coalición Elkarrekin Podemos. De los 11 diputados de la coalición, 2 pertenecen a Ezker Anitza.
2. ↑  Resultados de la coalición Elkarrekin Podemos. De los 6 diputados de la coalición, 2 pertenecen a Ezker Anitza.
3. ↑  Resultados de la coalición Sumar Euskadi. El único diputado de la coalición pertenece a Ezker Anitza.

### Elecciones municipales
| Elecciones municipales en el País Vasco |        |            |            |
| Año                                     | Votos  | Porcentaje | Concejales |
| 2011                                    | 34.591 | 3,19%      | 9 (13)     |
| 2015                                    | 37.150 | 3,42%      | 27         |
| 2019                                    | 82.474 | 7,32%      | 65         |

1. ↑  Resultados de Ezker Batua-Berdeak. Tras la ruptura interna, nueve concejales se pasaron a Ezker Anitza.
2. ↑  Resultados de Irabazi, una coalición más amplia.
3. ↑  Resultados de Elkarrekin Podemos, una coalición más amplia.

### Elecciones generales
| Comicios  | # de votos   | % de votos | Diputados | +/- |
| --------- | ------------ | ---------- | --------- | --- |
| 2015      | 36.002 (#7)  | 2,94%      | 0/18      |     |
| 2016      | 335.740 (#1) | 29,08%     | 1/18      | 1   |
| Abr.-2019 | 224.505 (#3) | 17,59%     | 0/18      | 1   |
| Nov.-2019 | 182.674 (#4) | 15,43%     | 0/18      |     |
| 2023      | 128.234 (#5) | 11,10%     | 0/18      |     |

1. ↑  Dentro de la coalición Unidos Podemos. De los 6 diputados de la coalición, una pertenece a Ezker Anitza.
2. ↑  Resultados de la coalición Unidas Podemos. De los 4 diputados de la coalición, ninguno pertenece a Ezker Anitza.
3. ↑  Resultados de la coalición Unidas Podemos. De los 3 diputados de la coalición, ninguno pertenece a Ezker Anitza.
4. ↑  Resultados de la coalición Sumar. El diputado obtenido no pertenece a Ezker Anitza.